# Džiuginėnai

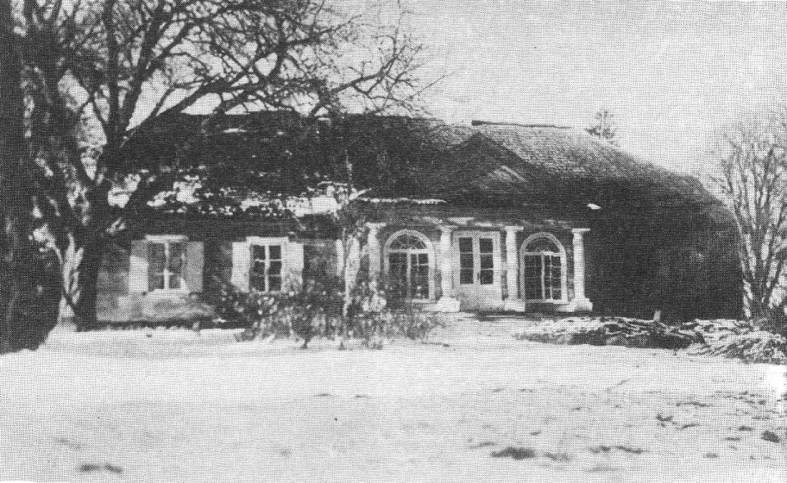
Dwór, stan przed 1939

Džiuginėnai (hist., pol. Dżuginiany, Dziuginany) – wieś na Litwie w rejonie telszańskim okręgu telszańskiego, 4 km na zachód od Telsz.

## Historia
Nazwa miejscowości pochodzi od pobliskiego wzniesienia, będącego kurhanem zwanym Mogiłą Dżugasa lub w skrócie Dżuga. Według podań jest to grobowiec żmudzkiego rycerza, który walczył z Krzyżakami i założył miasto Telsze, choć tutejsze znaleziska pochodzą z X – XII wieku.
Pierwsze wspomnienia o majątku pochodzą z XVI wieku. Należał do kolejno kilku rodzin, w XVIII wieku – do Nagórskich (Nagurskich). Pod koniec XVIII wieku był własnością Teodory Gorskiej z Nagórskich (Nagurskich), sędziny grodzkiej Księstwa Żmudzkiego i jej syna Antoniego Gorskiego, rotmistrza powiatowego Księstwa. Zbyli oni w 1791 roku Dżuginiany swemu krewnemu Ludwikowi Gorskiemu (1749–1815) herbu Nałęcz, ciwunowi retowskiemu. Ludwik był dwukrotnie żonaty, z małżeństwa z Kunegundą Billewiczówną (~1770–~1840) herbu Mogiła miał m.in. syna Aleksandra (1798–1855), który odziedziczył majątek po rodzicach. Ożenił się z Ludwiką Frejent (1808–1855). Ich najstarsze dziecko i jedyny syn, Zygmunt Gorski (1827–1868) był kolejnym dziedzicem Dżuginian. Pojął on za żonę Marię Mineykównę (1845–1925). Ich najstarsza córka Wanda Teresa (1864–1914) wniosła majątek do rodziny Perkowskich, wychodząc w 1890 roku za lekarza chirurga Seweryna Fabiana Perkowskiego (1845–1907). Ich dzieci: Jadwiga Elżbieta (1893–1974) i bliźniacy: Tadeusz (1896–1942) i Józef (1896–1940) byli ostatnimi właścicielami Dżuginian do 1940 roku. Po II wojnie światowej majątek został znacjonalizowany.
Pod koniec XIX wieku majątek liczył 1140 dziesięcin ziemi.
W latach 1864–1865 w tutejszym dworze mieszkała Julija Beniuševičiūtė-Žymantienė, guwernantka dzieci Gorskich.
Po III rozbiorze Polski w 1795 roku Dżuginiany, wcześniej wchodzące w skład Księstwa Żmudzkiego Rzeczypospolitej znalazły się na terenie powiatu telszewskiego guberni kowieńskiej Imperium Rosyjskiego. W II połowie XIX wieku należały do gminy Gadonów. 10 października 1920 roku na podstawie umowy suwalskiej przyznano je Litwie, która w okresie 1940–1990, jako Litewska Socjalistyczna Republika Radziecka, wchodziła w skład ZSRR.

## Demografia wsi
1959 – 147
1985 – 203
2001 – 219
2011 – 224.

## Dwór
Istniejący do dzisiaj dwór Gorskich i Perkowskich został zbudowany w drugiej połowie XVIII wieku. Jest to modrzewiowy, parterowy, siedmioosiowy dom zaplanowany na podmurówce z polnych kamieni o kształcie szerokiego prostokąta. Jest przykryty gontowym dachem naczółkowym, z półkolistymi, małymi lukarnami, po dwie w każdej połaci. W osi elewacji frontowej znajdował się portyk z czterema toskańskimi kolumnami, podpierającymi trójkątny, gładki szczyt. Podczas remontu przeprowadzonego przez Tadeusza Perkowskiego w latach 30. XX wieku cały budynek został oszalowany wąskimi, ułożonymi poziomo deskami, a portyk zabudowany, zmianiając go na ganek. Do domu, między środkowymi kolumnami ganku prowadziły oszklone drzwi wejściowe, a po ich bokach i w ścianach bocznych były duże, prostokątne, zamknięte półkoliście, okna. W szczycie ganku wykonano półkolisty okulus.
Z ganku było wejście bezpośrednio do jadalni. Na lewo, w obu traktach (frontowym i ogrodowym) były pokoje mieszkalne i gospodarcze, zaś po prawej stronie – pokoje reprezentacyjne: w trakcie frontowym był salon i mały salonik, oba o ścianach pokrytych wzorzystymi tapetami. Wisiały na nich za czasów Perkowskich portrety rodzinne oraz litografie przedstawiające Stefana Czarnieckiego, Tadeusza Kościuszki i Adama Mickiewicza. W salonie nad kominkiem wisiał portret Stanisława Augusta Poniatowskiego, a w saloniku, również nad kominkiem – portret Marii z Gorskich hr. Keyserlingk pędzla Juliusa Döringa. Umeblowanie było eklektyczne: w salonie dominowały meble w stylu Ludwika Filipa, ale stały tu również: palisandrowy fortepian, rokokowy stolik przyścienny, nad którym wisiało lustro w rokokowych ramach, oszklona serwantka, mieszcząca srebra i starą porcelanę. W wielu miejscach stały dekoracyjne wazony, pochodzące z krajów europejskich i azjatyckich. Dworski księgozbiór zawierał kilkaset książek polskich i francuskich autorów. Natomiast dużą wartość miało archiwum liczące około dwóch tysięcy jednostek dotyczących przede wszystkim spraw majątkowych, a gromadzonych od połowy XVI wieku.
Dwór w Dżuginianach otoczony był przez rozległy park. Rosły w nim stare dęby, klony, kasztanowce, jesiony i znacznie młodsze cztery modrzewie, posadzone przez Seweryna Perkowskiego dla uczczenia narodzin jego czwórki dzieci. Park miał charakter krajobrazowy, kwiatowe klomby znalazły się tylko w pobliżu dworu, głównie przed jego elewacją ogrodową.
W latach 90. XX wieku we dworze działała szkoła podstawowa. Obecnie mieści się w nim muzeum Juliji Beniuševičiutė-Žymantienė.
Majątek Dżuginiany został opisany w 3. tomie Dziejów rezydencji na dawnych kresach Rzeczypospolitej Romana Aftanazego.